# Bataille de Portland Harbor
Guerre de Sécession
Batailles
Fort Sumter - 1re Bull Run - Shiloh - Sept Jours - 2nd Bull Run - Antietam - Fredericksburg - Stones River - Chancellorsville - Gettysburg - Vicksburg - Chickamauga - Chattanooga - Wilderness - Spotsylvania
La bataille de Portland Harbor eut lieu durant la Guerre de Sécession, le 27 juin 1863 entre l'Union et les confédérés.
Le 26 juin 1863, une force navale confédérée sous le commandement du captain Charles Reed arrive secrètement au port du Portland avec la goélette de pêcheur Archer, capturée deux jours plus tôt. L'objectif de l'attaque était de détruire les capacités commerciales du port du Portland.